# Halowe Mistrzostwa Świata w Łucznictwie 2018
14. Halowe Mistrzostwa Świata w Łucznictwie odbyły się w dniach 14 - 19 lutego 2018 roku w Yankton w USA. 

## Reprezentacja Polski seniorów

### łuk klasyczny
- Paweł Marzec
- Sylwia Zyzańska

### łuk bloczkowy
- Marija Szkolna

## Reprezentacja Polski juniorów

### łuk klasyczny
- Oskar Kasprowski
- Filip Łazowski
- Andrzej Neścior

## Medaliści

### Seniorzy

#### Strzelanie z łuku klasycznego
| Konkurencja:           | Złoto:                                                         | Srebro:                                                            | Brąz:                                                                    |
| indywidualnie kobiet   | Elena Richter                                                  | Aída Román                                                         | Audrey Adiceom                                                           |
| indywidualnie mężczyzn | Sjef van den Berg                                              | Daisuke Tomatsu                                                    | Taylor Worth                                                             |
| drużynowo kobiet       | Niemcy · Michelle Kroppen · Elena Richter · Lisa Unruh         | Rosja · Tuyana Daszidorżiewa · Jelena Osipowa · Sayana Cyrempiłowa | Ukraina · Weronika Marczenko · Anastasia Pawłowa · Solomija Trapeznikowa |
| drużynowo mężczyzn     | Holandia · Sjef van den Berg · Rick van der Ven · Steve Wijler | Australia · Astin Darcy · Ryan Tyack · Taylor Worth                | Ukraina · Ołeksij Hunbin · Heorhij Iwanickij · Wiktor Ruban              |

#### Strzelanie z łuku bloczkowego
| Konkurencja:           | Złoto:                                                                | Srebro:                                                               | Brąz:                                                  |
| indywidualnie kobiet   | Natalia Awdiejewa                                                     | Yeşim Bostan                                                          | Dawn Groszko                                           |
| indywidualnie mężczyzn | Mike Schloesser                                                       | Sergio Pagni                                                          | Jesse Broadwater                                       |
| drużynowo kobiet       | Stany Zjednoczone · Mary Hamm · Paige Pearce-Gore · Breanna Theodore  | Rosja · Natalia Awdiejewa · Wiktoria Balżanowa · Aleksandra Savenkowa | Kanada · Dawn Groszko · Madison Hart · Fiona McClean   |
| drużynowo mężczyzn     | Stany Zjednoczone · Jesse Broadwater · Tate Morgan · Kristofer Schaff | Włochy · Viviano Mior · Sergio Pagni · Alberto Simonelli              | Holandia · Peter Elzinga · Sil Pater · Mike Schloesser |

### Juniorzy

#### Strzelanie z łuku klasycznego
| Konkurencja:           | Złoto:                                                      | Srebro:                                                            | Brąz:                                                            |
| indywidualnie kobiet   | Ariuna Budajewa                                             | Swietłana Gombojewa                                                | Sandra Garza                                                     |
| indywidualnie mężczyzn | Iwan Kożokar                                                | Mete Gazoz                                                         | Ołeksandr Pancyru                                                |
| drużynowo kobiet       | Włochy · Tatiana Andreoli · Tanya Giaccheri · Aiko Rolando  | Rosja · Ariuna Budajewa · Swietłana Gombojewa · Tatiana Płotnikowa | Ukraina · Orysia Didycz · Kateryna Mazorczuk · Żanna Naumowa     |
| drużynowo mężczyzn     | Iran · Seyedabolfazl Hosseini · Kiyan Moradi · Reza Shabani | Ukraina · Iwan Kożokar · Ołeksandr Pancyru · Roman Szeremet        | Stany Zjednoczone · Trenton Cowles · Adam Heidt · Seth McWherter |

#### Strzelanie z łuku bloczkowego
| Konkurencja:           | Złoto:                                                                | Srebro:                                                    | Brąz:                                                      |
| indywidualnie kobiet   | Cassidy Cox                                                           | Elisa Roner                                                | Asstrid Alanis                                             |
| indywidualnie mężczyzn | Simon Olsen                                                           | Curtis Broadnax                                            | Remy Leonard                                               |
| drużynowo kobiet       | Stany Zjednoczone · Athena Caiopoulos · Cassidy Cox · Anna Scarbrough | Kanada · Bryanne Lameg · J'lynn Mitchell · Ashlyn Scriveni | Włochy · Elisa Bazzichetto · Sara Ret · Elisa Roner        |
| drużynowo mężczyzn     | Stany Zjednoczone · Curtis Broadnax · Zachary Harris · Ethan King     | Australia · Harri Howden · Remy Leonard · Hamish Thompson  | Kanada · Cole Beres · Tristan Spicer-Moran · Austin Taylor |

## Klasyfikacja medalowa

### Seniorzy
| Lp. | Państwo           | Złoto | Srebro | Brąz | Razem |
| 1.  | Holandia          | 3     | 0      | 1    | 4     |
| 2.  | Stany Zjednoczone | 2     | 0      | 1    | 3     |
| 3.  | Niemcy            | 2     | 0      | 0    | 2     |
| 4.  | Rosja             | 1     | 2      | 0    | 3     |
| 5.  | Włochy            | 0     | 2      | 0    | 2     |
| 6.  | Australia         | 0     | 1      | 1    | 2     |
| 7.  | Japonia           | 0     | 1      | 0    | 1     |
| 7.  | Meksyk            | 0     | 1      | 0    | 1     |
| 7.  | Turcja            | 0     | 1      | 0    | 1     |
| 10. | Kanada            | 0     | 0      | 2    | 2     |
| 10. | Ukraina           | 0     | 0      | 2    | 2     |
| 12. | Francja           | 0     | 0      | 1    | 1     |

### Juniorzy
| Lp. | Państwo           | Złoto | Srebro | Brąz | Razem |
| 1.  | Stany Zjednoczone | 3     | 1      | 1    | 5     |
| 2.  | Rosja             | 1     | 2      | 0    | 3     |
| 3.  | Ukraina           | 1     | 1      | 2    | 4     |
| 4.  | Włochy            | 1     | 1      | 1    | 3     |
| 5.  | Dania             | 1     | 0      | 0    | 1     |
| 5.  | Iran              | 1     | 0      | 0    | 1     |
| 7.  | Australia         | 0     | 1      | 1    | 2     |
| 7.  | Kanada            | 0     | 1      | 1    | 2     |
| 9.  | Turcja            | 0     | 1      | 0    | 1     |
| 10. | Meksyk            | 0     | 0      | 2    | 2     |